# کبوتریان سبز
کبوتریان سبز (به لاتین: Treroninae)، یک زیرخانواده از پرندگان در خانوادهٔ کبوتران است.

## سرده‌ها
- کبوترهای آبی
- کبوتر تیره
- کبوترهای سینه‌سبز
- قمری‌های قهوه‌ای
- کبوترهای سبز